# Piège à miroirs magnétiques
Un piège à miroirs magnétiques est un dispositif qui permettrait d'initier des réactions de fusion nucléaire en se fondant sur le confinement magnétique. Le principe consiste à piéger et chauffer un plasma de deutérium et tritium entre deux « miroirs » magnétiques constitués d'un tore traversé par un courant.

## Principe de fonctionnement
En réalité, « miroir magnétique » désigne le principe de confinement de la machine nommée « bouteille magnétique ». Cette dernière est constituée par deux bobines conductrices identiques (et parcourues par un courant électrique) placées face à face de telle sorte que le champ magnétique soit maximum sur les bobines et minimum au centre. Le résultat n'est autre que la création d'un puits magnétique au centre de la bouteille qui piège d'autant mieux les particules qu'il est plus profond. 
Dans la mesure où certaines particules (lorsque leur vitesse axiale est suffisamment grande) peuvent s'échapper de la configuration, la bouteille magnétique entre dans la catégorie des configurations ouvertes. En outre, les fuites de particules aux extrémités de la bouteille magnétique rendent impossible la réalisation d'un rendement qui satisferait à la production d'énergie au sein d'un réacteur à fusion nucléaire.
De nos jours, les recherches menées sur la bouteille magnétique ont été abandonnées du fait de la petitesse du nombre de collisions à partir duquel les particules ont une vitesse axiale qui leur permet de sortir de la configuration. Ce nombre de collisions « critique » est atteint 0,00001 seconde après le déclenchement des réactions de fusion. L'on est donc en mesure de maintenir un bon confinement pendant 0,0001 seconde seulement, ce qui n'est pas suffisant.

## Application à la propulsion spatiale
Dans la propulsion spatiale, le dispositif est le même que décrit précédemment. Un ensemble d'électrodes ionisent un gaz (en général le xénon) qui, sous l'effet du champ électrique (résultant de la ionisation par les électrodes) combiné à un champ magnétique généré par une configuration de type "bouteille magnétique", s'échappe à grande vitesse en propulsant la fusée.